# Хёгберг, Йёран
Клас Йёран Хёгберг (швед. Klas Göran Högberg; 20 декабря 1948, Соллефтео, Вестерноррланд — 21 января 2019) — шведский легкоатлет, специалист по бегу на длинные дистанции, бегу по пересечённой местности, марафону. Выступал как элитный спортсмен в 1972—1991 годах, многократный победитель и призёр первенств национального значения, участник летних Олимпийских игр в Москве.

## Биография
Йёран Хёгберг родился 20 декабря 1948 года в городе Соллефтео, Швеция.
Начинал заниматься легкой атлетикой в клубе Brännans IF, в 1973 году перешёл в клуб Enhörna IF, который представлял практически на протяжении всей своей дальнейшей спортивной карьеры.
Впервые заявил о себе в сезоне 1972 года, став чемпионом Швеции в беге по пересечённой местности на 12 км. В общей сложности в течение двадцати лет выиграл 29 медалей на шведских национальных первенствах в различных легкоатлетических дисциплинах, в том числе 11 медалей являются золотыми.
В 1974 году вошёл в основной состав шведской национальной сборной и выступил на кроссовом чемпионате мира в Монце, где в личном зачёте мужчин занял 51 место.
В 1978 году с результатом 2:19:21 финишировал одиннадцатым на Нью-Йоркском марафоне.
В 1979 году стал третьим на Манитобском марафоне, пятым на Стокгольмском марафоне, занял 37 место в Нью-Йорке.
На марафоне в Карл-Маркс-Штадте в 1980 году пришёл к финишу тринадцатым, установив свой личный рекорд — 2:16:27. С результатом 1:06:17 одержал победу на Гётеборгском полумарафоне. Благодаря череде удачных выступлений удостоился права выступить на летних Олимпийских играх в Москве — стартовал здесь в программе марафона, но в конечном счёте сошёл с дистанции примерно на 33 км и не показал никакого результата.
В 1981 году вновь был лучшим на Гётеборгском полумарафоне (1:05:44).
В 1983 году принимал участие в чемпионате мира по кроссу в Гейтсхеде, где занял в личном зачёте 133 место. Помимо этого, показал 28 результат на Лондонском марафоне (2:14:58), 16 результат на Стокгольмском марафоне (2:19:34), второй результат на марафоне в Мальмё (2:17:10) и 65 результат на марафоне в Нью-Йорке (2:20:10).
В 1984 году стал вторым на Гётеборгском полумарафоне (1:03:32), одержал победу на марафоне в Эльвдалене (2:16:44).
В 1986 году снова был вторым в зачёте Гётеборгского полумарафона (1:05:48), шестым на Стокгольмском марафоне (2:15:43), четырнадцатым на Берлинском марафоне (2:15:14).
В 1987 году финишировал вторым на Гётеборгском полумарафоне (1:03:42) и на Стокгольмском марафоне (2:13:59), уступив на финише только британцу Кевину Форстеру.
В 1988 году занял 33 место на Бостонском марафоне (2:19:37), пятое место на Стокгольмском марафоне (2:16:45).
В 1989 году отметился выступлением на Чикагском марафоне, где с результатом 2:23:08 расположился в итоговом протоколе на 24 позиции.
Завершив активную спортивную карьеру после сезона 1991 года, затем работал учителем в средней школе в Сёдертелье.
Умер 21 января 2019 года в возрасте 70 лет.